# Haetera piera
Haetera piera is een vlinder uit de onderfamilie Satyrinae en de familie Nymphalidae. De wetenschappelijke naam is gepubliceerd in 1758 door Carl Linnaeus in de tiende editie van Systema naturae.